# 颱風法茜 (2019年)
颱風法茜（英語：Typhoon Faxai，國際編號：1915，聯合颱風警報中心：WP142019）是2019年太平洋颱風季第15個被命名的熱帶氣旋。「法茜」一名是由寮國提供，是當地女性名稱之一。。
由於法茜為日本房總半島地區帶來嚴重破壞，故日本氣象廳在2020年2月19日為它命名為令和元年房總半島颱風（日语： Reiwa gannen bōsō handō taifū），是為氣象廳10個命名颱風其中之一，並已經向颱風委員會提出除名申請，這是日本氣象廳（JMA）首次提出颱風除名申請。結果在2020年2月舉行的第52次颱風委員會會議上獲該會接納。新名由「藍湖」取代。

## 發展過程
法茜起源于2019年8月29日在国际日期变更线东侧附近产生的一个熱帶擾動。此时该扰动位于威克島东南约800海里的洋面上，受副熱帶高壓的引导沿其边缘向西北偏西方向移动，强度缓慢增强。9月2日凌晨2時，聯合颱風警報中心將其升為熱帶低氣壓，給予熱帶氣旋編號14W:119。早晨8时，日本气象厅亦将该系统升格为热带低气压:55。随后系统逐渐增强为热带风暴，并于3日凌晨从威克岛南方掠过。由于受到副热带高压的持续影响，14W的强度一直维持在一分钟平均风速35节左右。9月5日凌晨，14W开始转向西北方向移动，强度开始快速增强:119，日本气象厅于3时將其升格為熱帶風暴，給予國際編號1915，並命名为「法茜」:55。
此后法茜继续沿着延伸到日本海的副热带高压西南脊向西北方向移动。9月6日下午，法茜通过硫磺島近海，此时法茜已增强为颱風。此时中低强度的垂直風切變和强大的高层流出使法茜的增强速度加快，9月8日凌晨，其中心平均风速已经达到115节/一分钟，即萨菲尔-辛普森飓风风力等级的四级飓风强度下限:120-121。横贯中国华东到朝鲜半岛的短波槽为法茜带来了强劲的赤向流出，再加上强度仍然较低的风切变，使法茜在高纬度仍能维持约12小时的最高强度。8日晚上，西風帶开始影响法茜，法茜受其影响开始加速向北偏东方向移动并逐渐接近關東地方，此时垂直风切变开始加强，系统也受此影响开始减弱。尽管强度已经减弱，但仍维持三级飓风强度的法茜仍然带来了巨大的破坏:122-123。9月9日凌晨1时48分，日本气象厅称法茜从三浦半島通过，随后穿过東京灣，于凌晨4时许在房總半島内房的千叶县千葉市登陆。
法茜在登陆后快速通过千叶县和茨城县并于当日中午重新进入太平洋洋面。由于地形摩擦和冷水区影响，其强度快速减弱。9月10日，法茜逐渐并入锋面并开始转化为溫帶氣旋。当日早晨8时日本气象厅认为法茜已经转化为温带低气压:55，而联合台风警报中心则于11日凌晨指法茜于青森縣三澤飛行場以东800英里的洋面彻底转化为温带气旋:123。

## 影響
| 排名   | 风暴名称 | 台风季 | 损失数额（2023年美元） |
| ------ | -------- | ------ | ---------------------- |
| 1      | 杜苏芮   | 2023   | 284億美元              |
| 2      | 密瑞兒   | 1991   | 224億美元              |
| 3      | 海貝思   | 2019   | 206億美元              |
| 4      | 燕子     | 2018   | 170億美元              |
| 5      | 摩羯     | 2024   | NaN美元                |
| 6      | 桑达     | 2004   | 150億美元              |
| 7      | 菲特     | 2013   | 136億美元              |
| 8      | 法茜     | 2019   | 119億美元              |
| 9      | 桑美     | 2000   | 111億美元              |
| 10     | 利奇馬   | 2019   | 111億美元              |
| 来源： |          |        |                        |

### 暴风、降雨和风暴潮
受法茜影响，以伊豆群島和关东地方南部为中心的区域观测到了暴风和猛烈的降雨，有多个观测站点打破历史观测平均风速和最大瞬间风速极值:1。在東京都區部和岛屿部都有多个站点观测到30米/秒以上的暴风，羽田机场在9日凌晨3时测得32.4米/秒的平均风速，而神津島上的测站于8日晚21时更是测得平均风速43.4米/秒，该站点在不久前还测得最大瞬间风速58.1米/秒。登录地千叶市的中央区在法茜登陆前测得本土的最大平均风速37.5米/秒和最大瞬间风速57.5米/秒，同县的木更津市、館山市和成田市亦测得45米/秒以上的最大瞬间风速:2。在法茜接近并登陆的8日夜间和9日清晨，关东地方普降暴雨，靜岡縣伊豆市的天城山测站在0时观测到1小时109毫米的降水量并刷新历史极值，该测站还测得441毫米的48小时降水量。此外，关东地方有15个测站观测到1小时50毫米以上的雨量，另有10个测站测得200毫米以上的48小时降水量:73-78。
据氣象新聞公司灾后的报告显示，该公司的观测机于法茜登陆前观测到其中心半径40公里内的气压梯度达到了7hPa/10km，而半径20公里内更是达到了9hPa/10km，而前一年给大阪府一带带来暴风的台风飞燕之气压梯度不过5hPa/10km。如此巨大的气压梯度差被认为是在千叶一带造成狂风的主要原因。
法茜逼近日本时给日本沿岸带来了强烈的风暴潮。8日晚，静冈县石廊崎观测到1.7米高的风暴增水，御前崎观测到6米高的巨浪。在法茜进入日本以东洋面的9日早晨，福岛县近海的GPS波浪计测得6.9米的巨浪:3。

### 人员伤亡
日本消防厅的报告称，台风法茜共造成9人死亡，其中8人位于千叶县，另一人是一位居住在东京世田谷區的50代女性，她的头部在强风中撞击到了墙壁并最后不幸丧生。在千叶县白子町的古所海水浴场，两名17岁的少年于9月9日下午在此被海浪冲走，其中一人获救，另一人在次日于九十九里町的海水浴场被发现，旋即被确认身亡，此时海浪注意报尚未解除。另外，台风造成的大面积停电使得一些医疗设备无法正常运作，印西市一名因脑梗死入院的62岁男性疑似因断续停电和医院的发电设备故障无法保障维生设备运作，致使其呼吸衰竭，最后不幸丧生。9月12日，居住在君津市一所特别养护老人中心的82岁女性因中暑导致脱水，进而引发肺栓塞，于送医后的第二天被宣告不治。千叶县内另有多人因停电导致的中暑症状而死亡。此外，千叶县内有3人在修补自家房檐的过程中因各种原因跌落而身亡，另有52人在修补房屋的过程中受伤。
法茜在日本还造成160人不同程度受伤，20人重伤。其中千叶县报告了最多的91人受伤，有15人伤势严重。除千叶县外，东京、茨城、栃木、埼玉、静冈、神奈川县亦有人员受伤报告。

### 建筑设施
法茜带来的强风和暴雨造成日本关东地区大量房屋受损，数量超过九万栋，其中绝大部分损坏房屋位于千叶县。千叶县内共有426栋民房被完全破坏、4,486栋被严重损坏、76,319栋房屋受损，另有1,031栋非居住建筑受损。市原市一家高尔夫练习场多根约10米长的铁柱被强风吹倒，这些被用于支持球网的铁柱损坏了附近的约10间民房，有两人因此受伤。东京伊豆诸岛的超过600间房屋受损，東京都立大島海洋国際高等学校的180扇窗户遭强风击碎，部分教学楼和体育馆严重受损。新島村下辖的新岛和式根島的有大量房屋遭到破坏，仅新岛就有超过400间房屋受损。
法茜在千葉縣的東北部與房總半島地區造成大規模停電，並且導致部分停電地區（主要為房總半島南部）必須要兩個星期後才能恢復正常供電。

## 永久除名
由于法茜在日本造成災難性破壞。為此颱風委員會決定將「法茜」除名，由「藍湖」(Nongfa)取代。

## 外部連結
| 太平洋颱風季             |
| 主題頁 - 專題 - 編輯指南 |

- （日語）日本氣象廳首頁 （页面存档备份，存于）
- （英文）聯合颱風警報中心首頁 （页面存档备份，存于）
- （简体中文）中央氣象台首頁
- （繁體中文）中央氣象局首頁 （页面存档备份，存于）
- （繁體中文）香港天文台首頁 （页面存档备份，存于）
- （繁體中文）澳門地球物理暨氣象局首頁 （页面存档备份，存于）
- （英文）菲律賓大氣地球物理和天文管理局 惡劣天氣公告